# Шумерская литература

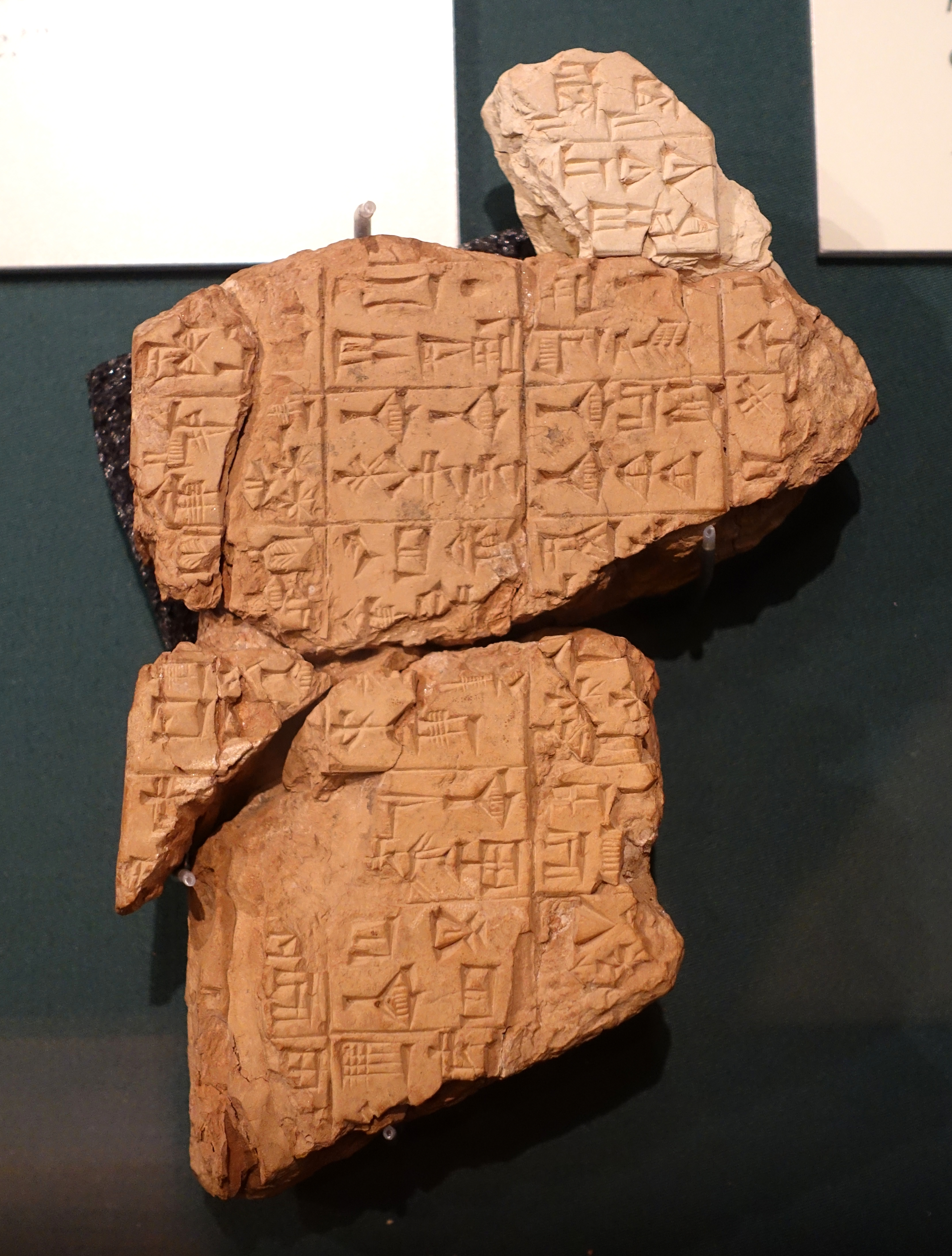
Поучения Шуруппака, середина 3 тысячелетия до н. э.

Шумерская литература — литература на шумерском языке, созданная в Древней Месопотамии в III — начале II тыс. до н. э. и, таким образом, претендующая (вместе с древнеегипетской) на звание древнейшей литературы мира
. Тексты дошли до нас в виде клинописных записей на глиняных табличках.
После исчезновения Шумера литературная традиция не прервалась, однако об огромном влиянии шумерской культуры на последующие литературы народов Древнего Ближнего Востока (как впрочем и о самом существовании шумеров) не было известно вплоть до второй половины XIX века, когда интенсивные археологические раскопки привели к обнаружению тысяч сохранившихся клинописных табличек по всему Ближнему Востоку и шумерская письменность была расшифрована.
К настоящему времени восстановлен достаточно объёмный пласт шумерской литературы, частично непосредственно в местном варианте, частично в более поздних копиях соседних народов. Многие истории и сюжеты скомпилированы из обрывочных фрагментов разной степени сохранности.
Будучи преимущественно анонимной, шумерская литература, вероятно, предоставляет самое древнее произведение, чьё авторство известно. Это гимны богине Инанне, написанные от имени верховной жрицы города Ура Энхедуаны.

## Жанры
Существует некая неопределённость касаемо того, какие тексты столь древней эпохи считать обладающими литературной ценностью. Обстоятельства и цель их создания нам по большей части неизвестны. Также дискуссионным является вопрос их классификации и отнесения к тому, либо иному жанру. Очевидно, что критерии, применяющиеся к современным литературам, не могут быть использованы в полном объёме для описания произведений шумеров. Более того, у самих шумеров существовали свои принципы группировки литературных произведений, логика которых не совсем ясна. Возможно, некоторые из них воспроизводились под аккомпанемент разных музыкальных инструментов.
Несмотря на то, что шумеры ещё не знали о стихотворных размерах и рифме, большая часть их литературных произведений, тем не менее, относится к поэзии, так как «практически все прочие приемы и техники поэтического искусства применялись довольно умело: повтор и параллелизм, метафора и сравнение, хор и припев, … постоянные эпитеты, устойчивые формулы, тщательная деталировка описаний и длинные речи».

### Мифы Шумера
Единство шумерской мифологии условно: каждый город-государство имел свой пантеон, собственную генеалогию важнейших богов и местные варианты мифов. Согласно мифологическому мировоззрению шумеров, роль человека была более чем скромной. Боги создали людей, чтобы те служили им и делали их жизнь более приятной. Логика богов непостижима, а потому даже исполнение всех ритуалов и щедрые пожертвования не гарантировали благополучия на Земле. После же смерти, все было ещё печальнее. Всех ожидала подземная жизнь без света, с пылью и отбросами вместо еды и воды. И только те, кому живые приносили жертвы, ведут более сносное существование. Божествами подземного царства была Эрешкигаль со своим супругом Нергалом. Представления шумеров о царстве мертвых описывают мифы «Нисхождение Инанны в нижний мир», «Энлиль и Нинлиль: рождение бога луны» и шумерская песнь «Гильгамеш и подземный мир».
Из многочисленных шумерских божеств выделяются четыре главнейших: бог неба Ан, бог воздуха Энлиль, бог воды Энки и богиня-мать Нинхурсаг. Они являются главными протагонистами шумерских космогонических мифов и повествований о сотворении людей и цивилизации: шумерский миф о потопе (герой которого, Зиусудра, получает бессмертие), «Энки и мировой порядок», «Энки и Нинмах: сотворение человека», «Энки и Нинхурсаг: шумерский миф о рае», «Энки и Эриду», «Энлиль и сотворение кирки», литературные диспуты «Лета и Зимы», «Овцы и Зерна».
Из мифов, посвященных другим богам, следует отметить мифы о детях Энлиля: боге луны Нанне (Сине) — «Путешествие Нанны в Ниппур», Нинурте — «Возвращение Нинурты в Ниппур», «Деяния и подвиги Нинурты» и богине любви и войны Инанне (Иштар) — «Инанна и Энки: перенос искусств цивилизации (ме) из Эриду в Урук», «Инанна и покорение горы Эбих», «Инанна и Шукаллетуда: смертный грех садовника», «Инанна и Билулу» и уже упомянутый миф «Нисхождение Инанны в нижний мир».
Серия мифов о супруге Инанны Думузи — «Думузи и Энкиду: ухаживание за Инанной», «Путешествие Нанны в Ниппур», «Женитьба Думузи и Инанны», «Смерть Думузи», «Думузи и злые духи гала».